# جينيفر سكاي
جينيفر سكاي (بالإنجليزية: Jennifer Sky)‏ هي عارضة وممثلة أمريكية، ولدت في 13 أكتوبر 1976 في الولايات المتحدة.

## أعمال

### أفلام
- (2001) هال السطحي[5]

### مسلسلات
- التحقيق في موقع الجريمة
- ميامي

## وصلات خارجية
- جينيفر سكاي على موقع IMDb (الإنجليزية)
- جينيفر سكاي على موقع ألو سيني (الفرنسية)
- جينيفر سكاي على موقع أول موفي (الإنجليزية)
- جينيفر سكاي على موقع قاعدة بيانات الأفلام السويدية (السويدية)
- جينيفر سكاي على موقع قاعدة بيانات الفيلم (الإنجليزية)
- جينيفر سكاي على موقع كينوبويسك (الروسية)